# Bildindex der Kunst und Architektur

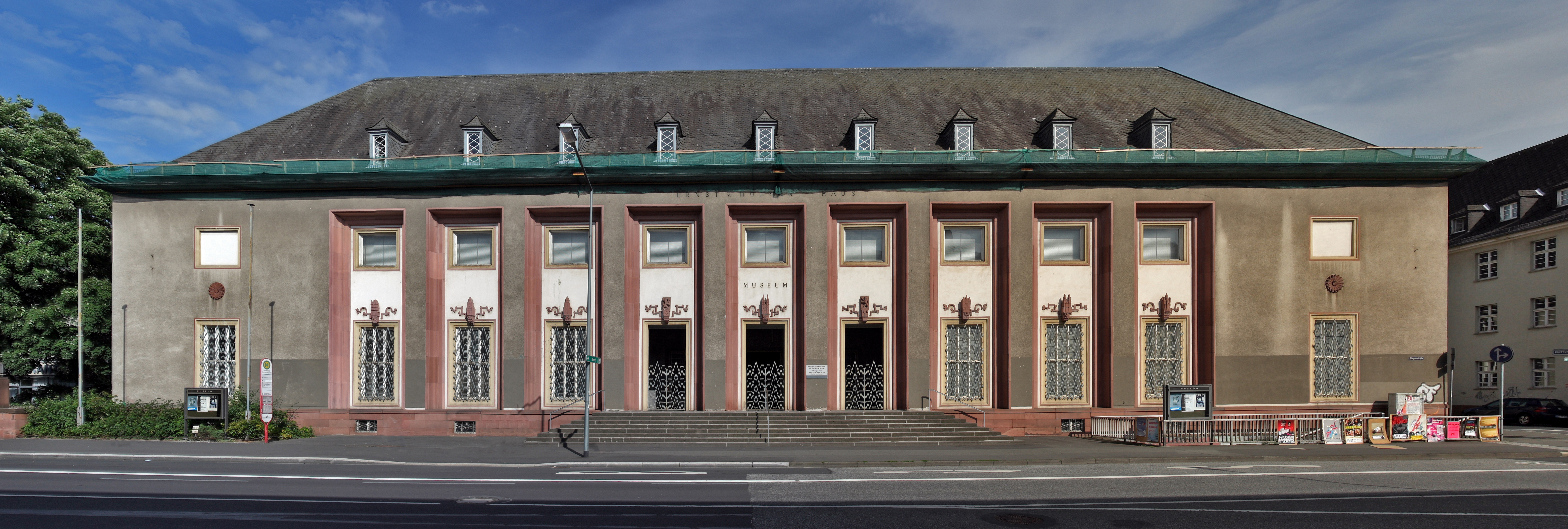
Sídlem Bildarchivu je Ernst-von-Hülsen-Haus, Marburg

Bildindex der Kunst und Architektur je otevřená online databáze 2,2 milionu fotografií 1,7 milionu uměleckých děl a architektonických objektů. Vlastníkem/provozovatelem této databáze je Německé dokumentační centrum pro dějiny umění (Deutsches Dokumentationszentrum für Kunstgeschichte) založené roku 1913 a formálně známé jako Bildarchiv Foto Marburg.
Kromě vlastních sbírek médií je k dispozici online také přibližně 1 milion médií z 50 partnerských institucí. Ne všechny fotografie zachycují německé objekty. Mezi lety 1977 a 2008 bylo 1,4 milionu fotografií z 15 různých institucí zpřístupněno na mikrofiších Bildarchivem jako „Marburgerův index – seznam umění v Německu“. Publikované digitální reprodukce těchto mikrofiší fotografií od původních partnerských institucí nyní tvoří základ obrazového indexu.